# Леополд фон Ранке
Леополд фон Ранке (на немски: Franz Leopold Ranke; след 1865 Leopold von Ranke; 21 декември 1795 – 23 май 1886) е един от най-значимите германски историци на 19 век и е смятан често за един от основателите на съвременната, базирана на източници история.

## Биография
Между 1809 и 1814 г. Леополд фон Ранке учи в общинското училище Пфорта. Следва теология и филология в Лайпцигския университет между 1814 и 1818 г.
От 1818 г. е гимназиален учител във Франкфурт на Одер. През 1824 г. се премества в Берлин, където е избран за извънреден професор в Берлинския университет. През 1827-1831 г. Ранке работи в архивите на някогашната Свещена Римска империя, след това през 1829 г. в Държавния архив на Венеция, а през 1832 г. е приет за редовен член на Пруската академия на науките в Берлин. През 1834 г. вече е редовен професор в Берлинския университет. През 1841 г. крал Фридрих Вилхелм IV го назначава за историограф на Прусия.
През 1871 г. вече е със силно увредено зрение, но работи усилено над Събраните си трудове. 80-годишен той започна да диктува своята История на света и през 1881 г. се появява първият том. Умира през 1886 г. гробът му се намира в гробищния двор на протестантската църква „Св. София“ в Берлин.

## Историографски възгледи
Ранке въздига идеала за историческата обективност.
На него принадлежи афоризмът: „Честното убеждение се основава на съмнението.“
Христо Тодоров коментира възгледите на Ранке така :
| „Ранке говори, че като субект на познанието историкът трябвало, така да се каже, да се „самоизличи“ от историческото изследване. Никакви елементи от субективния свят на изследователя, никакви склонности, емоции, интереси, религиозни ориентации, политически убеждения и философски светогледи не бива да оказват влияние върху обекта на неговото изследване. Той трябва да се познае в неговата обективност и само в такъв случай познанието заслужава да бъде наричано „научно“.“ |

Събраните съчинения на Ранке са издадени в Лайпциг в 54 тома, които излизат през 1867-1890 г., като последните 5 тома са отпечатани посмъртно.